# 酒井义雄
酒井义雄（日语：／ Sakai Yoshio，1910年5月2日—？），日本前男子曲棍球运动员。他曾代表日本国家队参加1932年和1936年夏季奥林匹克运动会曲棍球比赛，其中1932年奥运会获得一枚银牌。